# Longue Distance (album de Robert Charlebois)
Pour les articles homonymes, voir Longue Distance.
Albums de Robert Charlebois
Charlebois
(1974) Swing Charlebois Swing
(1977)
Longue Distance est le onzième album de Robert Charlebois, sorti le samedi 14 février 1976.
Orchestrations : Art Phillips.
Pour François Couture[Qui ?] sur le site AllMusic, l'album laisse l'auditeur insatisfait même s'il fait apparaître  une solide vision artistique.

## Titres
| 1.    | Cartier                  | Daniel Thibon / Robert Charlebois     | 4:30 |
| 2.    | Wasichu                  | Daniel Thibon / Robert Charlebois     | 4:15 |
| 3.    | The frog song            | Jean Chevrier                         | 2:22 |
| 4.    | Punch créole             | Robert Charlebois                     | 3:28 |
| 5.    | Mon ami Fidel            | Robert Charlebois                     | 4:12 |
| 6.    | Partir                   | Jean-Claude Collo / Robert Charlebois | 3:52 |
| 7.    | Valentin pour Mouffe     | Robert Charlebois                     | 2:40 |
| 8.    | Je reviendrai à Montréal | Daniel Thibon / Robert Charlebois     | 3:30 |
| 9.    | Discobol                 | Robert Charlebois                     | 2:47 |
| 10.   | Mourir de jeunesse       | Gilles Vigneault / Robert Charlebois  | 4:30 |
| 36:06 |                          |                                       |      |

## Certifications
| Pays   | Association  | Certification | Ventes/Équivalence |
| ------ | ------------ | ------------- | ------------------ |
| Canada | Music Canada | or            | 50 000             |